# Arnold Wienholt Hodson
Arnold Wienholt Hodson (Devon, 12 de febrero de 1881-Nueva York, 26 de mayo de 1944) fue un adminitrador colonial británico, que se desempeñó como gobernador de las islas Malvinas (en litigio con Argentina), Sierra Leona y Costa de Oro (actual Ghana).

## Carrera
Nacido en Inglaterra, fue gobernador de la colonia de las Islas Malvinas y Dependencias entre 1926 y 1930. Durante su mandato, el Monte Hodson, la mayor cumbre de la isla Visokoi en las islas Sandwich del Sur fue nombrada en homenaje a él. El nombre es mantenido en la toponimia en castellano, figurando en los mapas oficiales de la Argentina.
Durante su mandato, desarrolló las comunicaciones por radio] en las islas, trabajando con la BBC, conectando las islas a la red imperial de radiodifusión y estableciendo una estación de radio. También fue el primer gobernador colonial británico en visitar Grytviken, en las islas Georgias del Sur, donde inauguró la tumba de granito del explorador Ernest Shackleton quien había muerto en 1922 pero no tenía una tumba digna de su importancia.
De 1930 a 1934 fue gobernador de Sierra Leona, donde fue conocido como el Gobernador del Sol. Allí fue responsable de la creación del Servicio de Radiodifusión de Sierra Leona que fue lanzado el 7 de mayo de 1934. Ese mismo año fue nombrado caballero. Finalmente, fue gobernador de la Costa de Oro entre 1934 y 1941, donde fundó la Gold Coast Broadcasting System (actual Ghana Broadcasting Corporation).
Fue autor de varios libros, incluyendo uno infantil dedicado a los niños de Puerto Argentino/Stanley.
Se casó con Elizabeth Charlotte Sarah Hay, hija del Mayor Malcolm Vivian Hay, en 1928. Tuvieron dos hijas, Rosemary y Elizabeth. Murió el 26 de mayo de 1944 en Nueva York a los 63 años de edad.